# Macroptilium

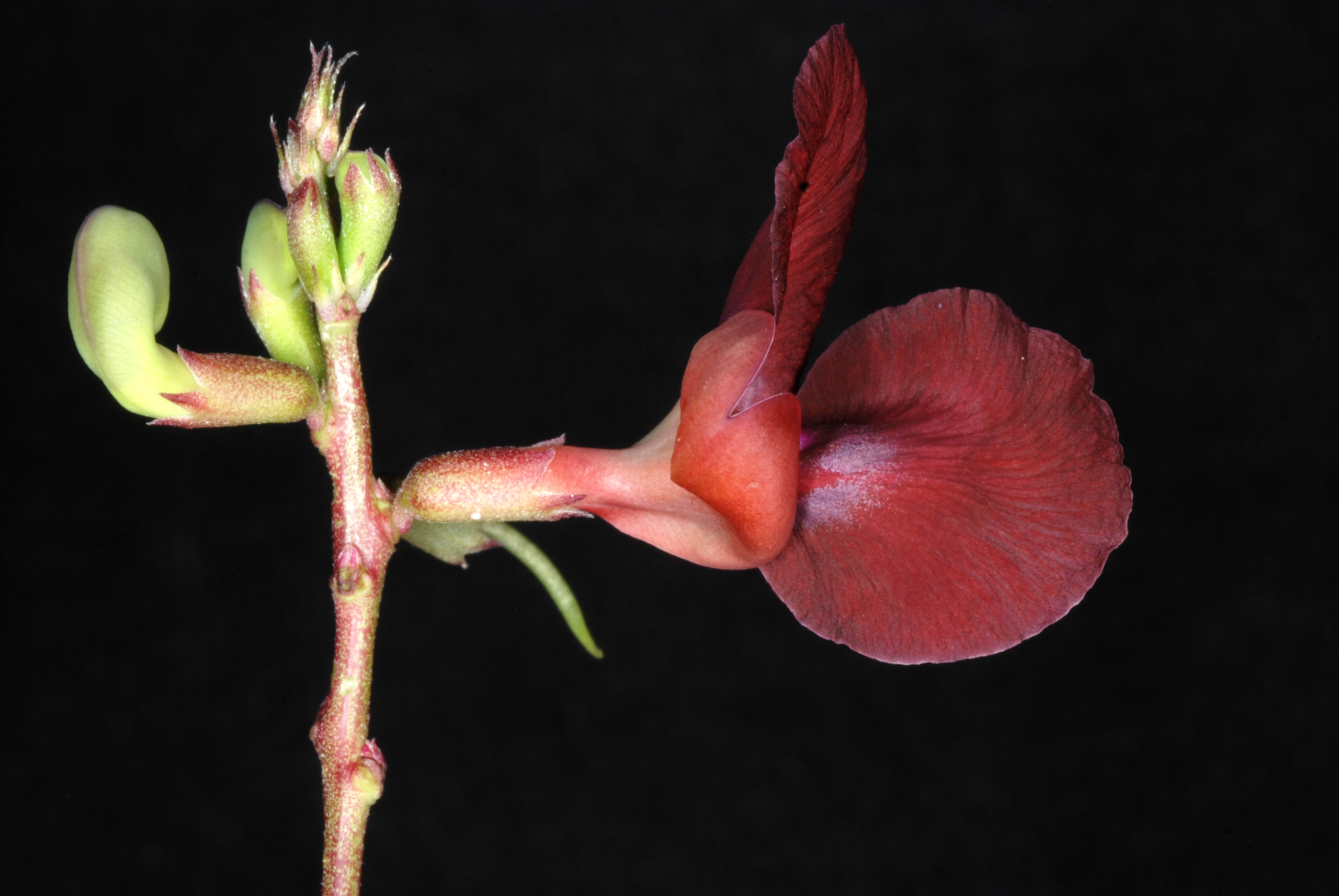
Macroptilium lathyroides

Macroptilium – rodzaj roślin z rodziny bobowatych (Fabaceae). Obejmuje 22 gatunki. Zasięg pierwotny rodzaju obejmuje strefę międzyzwrotnikową kontynentów amerykańskich – od południowej części Stanów Zjednoczonych po północną Argentynę. Dwa gatunki szeroko zostały rozpowszechnione w uprawie jako pastewne (M. atropurpureum i M. lathyroides) i występują jako introdukowane w strefie międzyzwrotnikowej Afryki, Azji i Australii.
Rośliny z tego rodzaju rosną w tropikalnych lasach suchych, w przekształconych lasach, w formacjach zaroślowych i trawiastych.

## Morfologia
PokrójRośliny zielne, płożące i pnące.
LiścieSkrętoległe, trójlistkowe.
KwiatyZebrane w kwiatostany groniaste, w których węzłach kwiaty wyrastają parami lub po kilka. Kwiatostany powstają na długich szypułach wyrastających w kątach liści. Przysadki obecne są tylko u niektórych gatunków. Kielich jest wąsko dzwonkowaty lub rurkowaty, z 5 ząbkami (równej lub nierównej długości). Kwiaty motylkowe, z płatkami białymi, purpurowymi, fioletowymi lub niemal czarnymi. Żagielek odgięty, okrągławy lub jajowaty, skrzydełka duże (większe od żagielka), łódeczka skręcona, płatki łódeczki i skrzydełek z długimi paznokciami. Pręciki zrastające się w dwie nierówne grupy. Słupek pojedynczy, z kilkoma lub wieloma zalążkami, z szyjką słupka zagiętą, zgrubiałą u nasady i cienką na końcu.
OwoceRównowąskie strąki bez przewężeń, walcowate lub spłaszczone, z kilkoma lub licznymi, drobnymi nasionami.

## Systematyka
Pozycja systematyczna
Jeden z rodzajów podplemienia Phaseolinae plemienia Phaseoleae i podrodziny bobowatych właściwych Faboideae z rodziny bobowatych Fabaceae. Rodzaj był uznawany za sekcję Macroptilium Bentham w obrębie rodzaju fasola Phaseolus. W obrębie podplemienia jest blisko spokrewniony z rodzajami Mysanthus, Dolichopsis i Strophostyles.
Wykaz gatunków
- Macroptilium albidum C.L.Ribeiro, Snak & L.P.Queiroz
- Macroptilium arenarium (Bacig.) S.I.Drewes & R.A.Palacios
- Macroptilium atropurpureum (DC.) Urb.
- Macroptilium bracteatum (Nees & Mart.) Maréchal & Baudet
- Macroptilium campestre (Mart. ex Benth.) Berlingeri, M.B.Crespo & Calles
- Macroptilium chacoensis (Hassl.) S.I.Drewes & R.A.Palacios
- Macroptilium cochleatum A.Delgado & G.P.Lewis
- Macroptilium ecuadoriense (Hassl.) L.Torres & A.Delgado
- Macroptilium erythroloma (Mart. ex Benth.) Urb.
- Macroptilium fraternum (Piper) Juárez
- Macroptilium gibbosifolium (Ortega) A.Delgado
- Macroptilium gracile (Poepp. ex Benth.) Urb.
- Macroptilium lathyroides (L.) Urb.
- Macroptilium longepedunculatum  (Mart. ex Benth.) Urb.
- Macroptilium martii (Benth.) Maréchal & Baudet
- Macroptilium monophyllum (Benth.) Maréchal & Baudet
- Macroptilium panduratum (Mart. ex Benth.) Maréchal & Baudet
- Macroptilium pedatum (Rose) Maréchal & Baudet
- Macroptilium prostratum (Benth.) Urb.
- Macroptilium psammodes (Lindm.) S.I.Drewes & R.A.Palacios
- Macroptilium sabaraense (Hoehne) V.P.Barbosa
- Macroptilium supinum (Wiggins & Rollins) A.Delgado & L.Torres